# Tarapoa
Tarapoa ist eine Ortschaft und die einzige Parroquia urbana im Kanton Cuyabeno der ecuadorianischen Provinz Sucumbíos. Die Parroquia besitzt eine Fläche von 1146,53 km². Beim Zensus 2010 wurden 5278 Einwohner gezählt. Davon lebten 1280 Einwohner im Hauptort. In Tarapoa befindet sich der Flughafen Tarapoa.

## Lage
Die Parroquia Tarapoa liegt im Amazonastiefland südöstlich der Provinzhauptstadt Nueva Loja. Der Río Aguarico fließt entlang der westlichen und südlichen Verwaltungsgrenze anfangs nach Südosten, später nach Osten. Der östliche Gebietsteil wird im Norden vom Río Aguas Negras sowie im Osten vom Río Cuyabeno begrenzt. Der westliche Gebietsteil wird im Nordosten vom Oberlauf des Río Cuyabeno begrenzt. Der 234 m hoch gelegene Ort Tarapoa befindet sich 65 km ostsüdöstlich der Provinzhauptstadt Nueva Loja. Die Fernstraße E10 (Nueva Loja–Puerto El Carmen de Putumayo) führt an Tarapoa vorbei.
Die Parroquia Tarapoa grenzt im Norden an die Parroquias Pacayacu (Kanton Lago Agrio) und Sansahuari (Kanton Putumayo), im Nordosten an die Parroquia Aguas Negras, im Osten an die Parroquia Cuyabeno, im Süden an die Parroquias Pañacocha und San Roque (beide im Kanton Shushufindi) sowie im Westen an die Parroquia Shushufindi (ebenfalls im Kanton Shushufindi).

## Geschichte
Am 8. August 1998 wurde der Kanton Cuyabeno gegründet und Tarapoa wurde eine Parroquia urbana und Sitz der Kantonsverwaltung.

## Ökologie
Der östliche Teil der Parroquia liegt innerhalb der Reserva de Producción de Fauna Cuyabeno.